# Boo Kullberg
Anders Boo Georg Kullberg (23. maj 1889 – 5. april 1962) var en svensk gymnast som deltog i OL 1912 i Stockholm.
Kullberg blev olympisk mester i gymnastik under OL 1912 i Stockholm. Han var med på det svenske hold som vandt holdkonkurrencen for hold i svensk system. Hold fra tre nationer var med i konkurrencen, der blev afholdt på Stockholms Stadion. 